# فینال جام حذفی فوتبال انگلستان ۱۹۲۲
فینال جام حذفی فوتبال انگلستان ۱۹۲۲، رقابت پایانی جام حذفی فوتبال انگلستان در سال ۱۹۲۲ میلادی است که مابین دو تیم باشگاه فوتبال هادرسفیلد تاون و باشگاه فوتبال پرستون نورث‌اند در ورزشگاه استمفورد بریج لندن برگزار شده‌است.
این مسابقه که در تاریخ ۲۹ آوریل ۱۹۲۲ انجام شده‌است با نتیجه ۱ بر ۰ به سود تیم باشگاه فوتبال هادرسفیلد تاون به پایان رسید.